# سیارک ۲۵۳۷۵
سیارک ۲۵۳۷۵ (به انگلیسی: 25375 Treenajoi، نامگذاری:1999TR180) بیست و پنج هزار و سیصد و هفتاد و پنجمین سیارک کشف شده‌است که در ۱۰ اکتبر ۱۹۹۹ کشف شد.
قدر مطلق سیارک برابر ۱۰.۷ است.